# Croviana
Croviana település Olaszországban, Trento megyében. Lakosainak száma 699 fő (2023. január 1.). Croviana Cles, Malè és Dimaro Folgarida községekkel határos.

## Népesség
A település népességének változása:
| Lakosok száma | 685  | 684  | 699  |
|               | 2017 | 2018 | 2023 |